# Sinzheim
Ne doit pas être confondu avec Sinsheim.
Sinzheim est une commune allemande, située dans le Land de Bade-Wurtemberg.

## Géographie

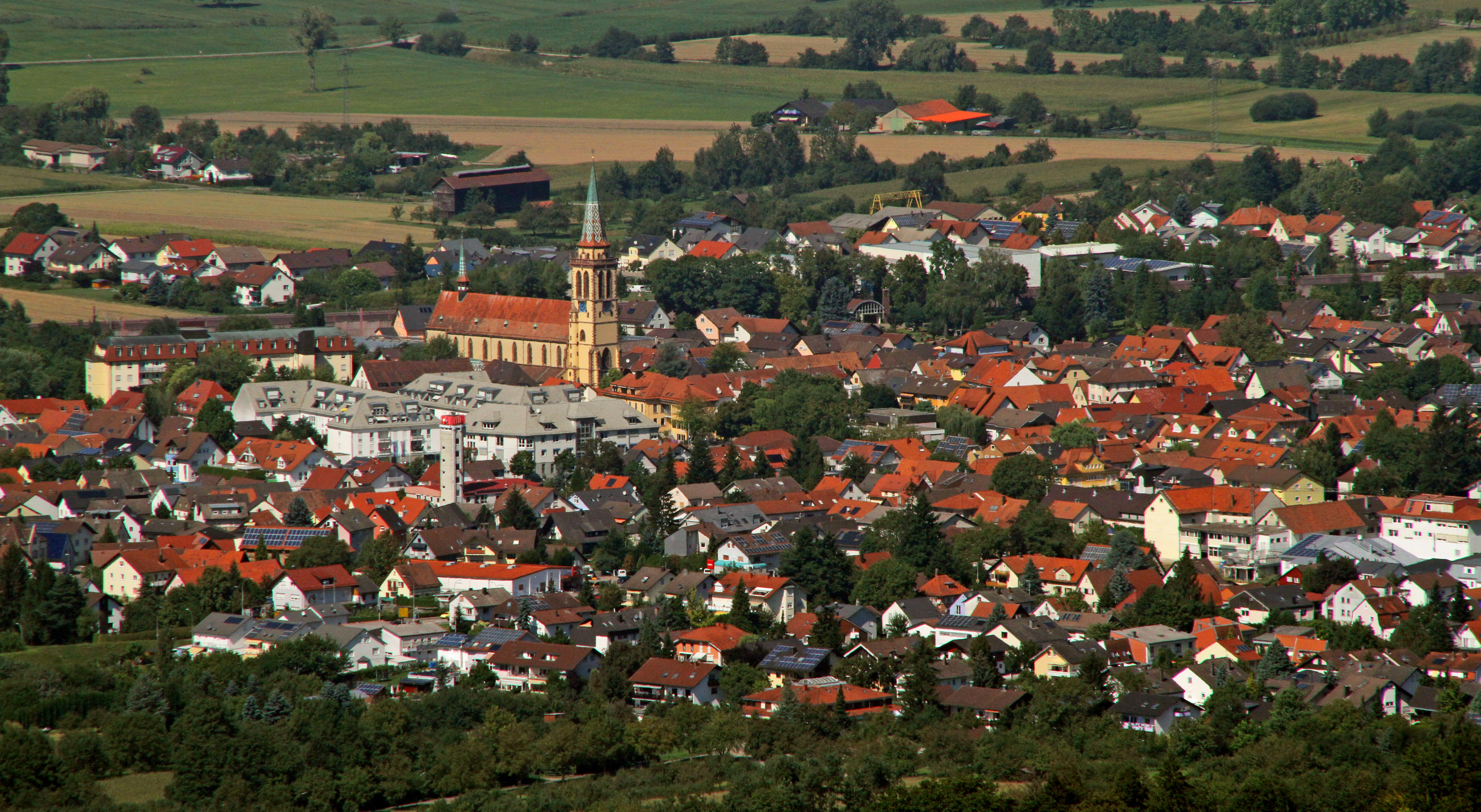
Sinzheim centre

Sinzheim se situe dans le Fossé rhénan, avec plusieurs quartiers situés sur les contreforts de la Forêt-Noire, représentée à cet endroit par le Fremersberg, qui culmine à 525 m d'altitude et est coiffée à son sommet, depuis 1961, par une tour de télécommunications haute de 83 m, la Fremersbergturm.

### Communes limitrophes
La commune est limitrophe des communes suivantes :
- au nord, à l'est et au sud, de Baden-Baden,
- au sud, de Bühl,
- à l'ouest, de Rheinmünster,
- au nord-ouest, de Hügelsheim.

### Quartiers
La commune est divisée en huit quartiers :
- le bourg de Sinzheim proprement dit, peuplé de 4 907 habitants (au 30 juin 2007),
- Kartung, peuplée de 2 024 habitants,
- Winden, petit village, peuplé de 1 023 habitants, situé en contrebas d'un pavillon de chasse (dit « la Résidence »), situé sur la commune de Baden-Baden, où résidèrent, durant plusieurs décennies après la Seconde Guerre mondiale, les généraux commandants en chef le 2e corps d'armée et les Forces françaises en Allemagne, dont Jacques Massu, à qui le général de Gaulle rendit brièvement visite le 29 mai 1968.
- Vormberg (au pied du Fremersberg) et le petit village d'Ebenung, peuplés de 954 habitants,
- Leiberstung (commune annexée depuis le 1er janvier 1973), peuplée de 887 habitants,
- Halberstung, peuplé de 677 habitants,
- Müllhofen, peuplé de 468 habitants,
- Schiftung, peuplée de 197 habitants.

Tous les quartiers sont situés à une altitude d'environ 123 à 128 m, hormis Winden, situé à environ 153 m d'altitude, et Vormberg, situé à environ 206 m d'altitude.

## Histoire
La première mention du bourg apparaît en 884, sous l'appellation « Sunninisheim ». On note également la mention, en 1154, d'une église dans le bourg, dépendant du monastère de Schwarzach (dans l'actielle commune de Rheinmünster).
Le village de Vormberg est le siège, depuis la fin de la Seconde Guerre mondiale, de manifestations de piété mariale, qui ont donné lieu à l'aménagement d'un petit sanctuaire forestier dédié à la Vierge Marie, la Mariengrotte (grotte de Marie) avec, pendant plusieurs décennies, processions organisées le dimanche précédant la fête de l'Assomption mais aussi des démonstrations périodiques de recueillement individuel et collectif.

## Administration
Le conseil municipal (en allemand : Gemeinderat), outre son président (en allemand : Vorsitzender), qui porte le titre de maire (en allemand : Bürgermeister), comprend 26 conseillers municipaux.
Lors de l'élection municipale du 13 juin 2004, où la participation avait été de 53,05 % des inscrits, la physionomie politique de la commune était la suivante :
- liste Union chrétienne-démocrate d'Allemagne (CDU) :48,89  des suffrages exprimés et 14 sièges ;
- liste Freie Wähler-Vereinigung :20,38 % des suffrages exprimés et 5 sièges ;
- liste Alliance 90 / Les Verts :16,98 % des suffrages exprimés et 4 sièges ;
- liste Parti social-démocrate d'Allemagne (SPD) :13,75 % des suffrages exprimés et 3 sièges.

Au sein de l'arrondissement de Rastatt, elle forme, avec la commune de Hügelsheim, une structure de coopération intercommunale sous le statut de Vereinbarte Verwaltungsgemeinschaft (« communauté d'administration arrangée »).

## Infrastructures
La commune est traversée par la Bundesstraße 3 (B3), route qui relie, schématiquement, Hambourg, dans le Nord de l'Allemagne, à Bâle, en Suisse.
Elle dispose également, via la bretelle d'autoroute B 500, qui dessert la ville de Baden-Baden, d'un échangeur autoroutier, à environ 3 km, qui permet de rejoindre rapidement l'autoroute fédérale 5.
En matière ferroviaire, la gare de Baden-Baden, située à environ 7 km du bourg de Sinzheim (traversé à sa lisière par la ligne de chemin de fer), est desservie par les trains InterCityExpress.
Enfin, depuis 1997, l'ancienne base militaire aérienne canadienne de Söllingen, sur la commune de Rheinmünster, à quelques kilomètres à l'ouest de Sinzheim, a été reconvertie en Aéroport de Karlsruhe Baden-Baden et est rapidement accessible depuis la commune.

## Économie
Parmi les entreprises basées à Sinzheim, on peut citer l'horticulteur Rosen Rösch, spécialisé dans la culture sous serre de roses hybrides et de poinsettias.

## Religion
En matière religieuse, une grande majorité des habitants est rattcahée à l'Église catholique romaine. La paroisse, qui a pour saint patron saint Martin, fêté le 11 novembre, a été rattachée jusqu'en 1824 à l'archidiocèse de Strasbourg avant d'être transférée à celui de Fribourg-en-Brisgau.
Sinzheim est le siège du diaconat de Baden-Baden. Depuis le 23 octobre 2005, la paroisse Saint-Martin de Sinzheim forme une « union pastorale » avec la paroisse Saint-Laurent de Hügelsheim, commune située à 6 km au nord-ouest.

## Jumelage
- Pignan, dans le département de l'Hérault (France) depuis 1975 [2]